# Državna cesta D42
Die Državna cesta D42 (kroatisch für ,Nationalstraße D42‘) ist eine Nationalstraße in Kroatien. Die Straße beginnt an der Državna cesta D6 bei Vrbovsko, quert die Autocesta A6 (Europastraße 65) bei der Anschlussstelle Vrbovsko und führt in südöstlicher Richtung nach Ogulin. Bei der gleichnamigen Anschlussstelle wird die Autocesta A1 unterquert. In Josipdol verläuft die Straße kurz gemeinsam mit der Državna cesta D23 und setzt sich dann über Saborsko in den Nationalpark Plitvicer Seen fort, wo sie bei Selište Drežničko an der Državna cesta D1 endet.
Die Länge der Straße beläuft sich auf 90,3 km.